# Platycephalus conatus
Platycephalus conatus är en fiskart som beskrevs av Waite och Mcculloch, 1915. Platycephalus conatus ingår i släktet Platycephalus och familjen Platycephalidae. Inga underarter finns listade i Catalogue of Life.